# Christina Bonde
Christina Bonde (* 28. September 1973 in Kopenhagen) ist eine ehemalige dänische Fußballspielerin.

## Karriere

### Vereine
Bonde begann auf der Insel Lolland für den in Sundby – am Guldborgsund – ansässigen Sundby Boldklub mit dem Fußballspielen. Im Alter von 20 Jahren in die Region Hovedstaden nach Rødovre, unweit von Kopenhagen, gelangt, spielte sie von 1993 bis 1995 für den Rødovre Boldklub. Ab 1995 war sie für den in Hjørring in der Region Nordjylland ansässigen Verein Fortuna Hjørring in der Elitedivisionen, der seinerzeit höchsten Spielklasse im dänischen Frauenfußball, aktiv. Während ihrer neunjährigen Vereinszugehörigkeit gewann sie mit der Mannschaft je fünfmal die Meisterschaft und den nationalen Vereinspokal. Auf internationaler Vereinsebene kam sie mit ihrer Mannschaft im Wettbewerb um den UEFA Women’s Cup 2002/03 in insgesamt sechs Spielen in den seinerzeit noch in Hin- und Rückspiel ausgetragenen Viertel- und Halbfinale sowie dem Finale zum Einsatz, in denen ihr drei Tore gelangen, davon zwei im Halbfinalrückspiel beim 5:1-Sieg über den FC Arsenal im Meadow Park.

### Nationalmannschaft
Als Nationalspielerin für die DBU debütierte sie in der U21-Nationalmannschaft, mit der sie sich am 16. Mai 1992 in Borås im Freundschaftsspiel gegen die U21-Nationalmannschaft Schwedens mit 2:2 unentschieden trennte. Ein weiteres Freundschaftsspiel endete ebenfalls mit 2:2 unentschieden, als die U21-Nationalmannschaft Norwegens am 31. Mai 1995 zu Gast in Kopenhagen war. In den abschließenden sechs Länderspielen wurde sie 1992 zweimal und 1994 viermal in den Turnieren um den „Open Nordic Cup“ eingesetzt.
Für die A-Nationalmannschaft kam sie zunächst in den Spieljahren 1995 und 1996 in insgesamt 17 A-Länderspielen zum Einsatz. Erst ab 2001 fand sie erneut Berücksichtigung in der A-Nationalmannschaft und bestritt bis ins Jahr 2003 29 weitere A-Länderspiele.
Bonde nahm mit der A-Nationalmannschaft zunächst am Turnier um den Algarve-Cup 1995 teil und bestritt alle drei Spiele der Gruppe B sowie das Finale, das am 19. März in Loulé mit 2:3 n. V. gegen die Nationalmannschaft Schwedens verloren wurde. Ihr Debüt hatte sie bereits am 14. März in Faro beim 5:0-Sieg über die Nationalmannschaft Portugals gegeben. Ihre nächsten drei Länderspiele bestritt sie bei ihrer zweiten Turnierteilnahme – der in Schweden vom 5. bis zum 18. Juni 1995 ausgetragenen Weltmeisterschaft. Sie wurde im ersten und dritten Spiel der Gruppe C sowie im Viertelfinale bei der 1:3-Niederlage gegen die Nationalmannschaft Norwegens am 13. Juni in Karlstad eingesetzt. Anschließend bestritt sie die ersten fünf Spiele der EM-Qualifikationsgruppe 4 und zwei Spiele gegen die Nationalmannschaft Japans am 26. und 29. Mai 1996, die in Tokio und Fukuoka mit 1:1-Unentschieden und mit einem 4:3-Sieg beendet wurden. Ein weiteres Freundschaftsspiel fand am 7. Juli 1996 in Ottawa statt, wo die Kanadische Nationalmannschaft mit 2:0 bezwungen werden konnte. Ihr Länderspieljahr 1996 beendete sie mit dem ersten und zweiten Spiel der Gruppe E während ihrer Teilnahme am olympischen Fußballturnier.
Von den 29 Länderspielen, die sie vom 9. April 2001 bis zum 25. Mai 2003 bestritt, waren neun Freundschaftsspiele, jeweils vier Turnierspiele um den Algarve-Cup 2002 und 2003, sechs WM-Qualifikationsspiele (in der Gruppe 3, Klasse A) und zwei WM-Halbfinalqualifikationsspiele (Relegation gegen Frankreich – 0:2 und 1:1 am 23. August und 15. September 2002) und vier bei der in Deutschland vom 23. Juni bis zum 7. Juli 2001 ausgetragenen Europameisterschaft (drei Gruppenspiele und das mit 0:1 verlorene Halbfinale) gegen die Nationalmannschaft Schwedens am 4. Juli in Ulm. Ihr letztes Länderspiel wurde in Haderslev mit 2:6 gegen die Nationalmannschaft Deutschlands verloren.

## Erfolge
Nationalmannschaft
- Algarve-Cup-Finalistin: 1995

Fortuna Hjørring
- Finalistin UEFA Women’s Cup: 2003
- Dänische Meisterin: 1994, 1995, 1996, 1999, 2002
- Dänische Pokal-Siegerin: 1995, 1996, 2000, 2001, 2002

## Auszeichnung
- Fußballspielerin des Jahres in Dänemark 2001